# خمان أسود
الخَمَان الأسود، أو الخَمان، أو الخمان الكبير، أو البيلسان، أو البيلسان الأسود، أو البلسان، أو الخابور، أو بندقة، أو سمبوقة، أو سبوقة، أو الدمدمون (الاسم العلمي: Sambucus nigra) هو نوع نباتي ينتمي إلى جنس الخَمَان من الفصيلة المسكية.

## الوصف النباتي
الثمرة عوزة سوداء اللون. شجرة البيلسان كبيرة نفضية، عروقها مقوسة ولحاؤها رمادي إلى بني ومضلع بعمق. لب الساق والعروق أبيض. الأوراق مركبة متقابلة وتحتوي كل ورقة خمس أو سبع وريقات بيضوية إلى رمحية ومسننة الأطراف. الأزهار صغيرة بيضاء اللون إلى مصفرة عطرة وتوجد الأزهار على قمم الأغصان في مجاميع على شكل مظلة. الثمار عبارة عن عنبات سوداء كروية صغيرة لامعة محمولة أو مصفوفة على فروع حمراء. الموطن الاصلي للنبات أوروبا، بالإضافة إلى المشرق العربي وجنوب غرب آسيا والمغرب العربي. يزدهر نموه في الغابات والأراضي البور، ويوجد حالياً في معظم البلدان المعتدلة، وغالباً مايزرع حيث ينبت من الفسائل الجزء المستعمل من هذه النتبة الاوراق، الازهار، الثمار.

## المحتويات الكيميائية

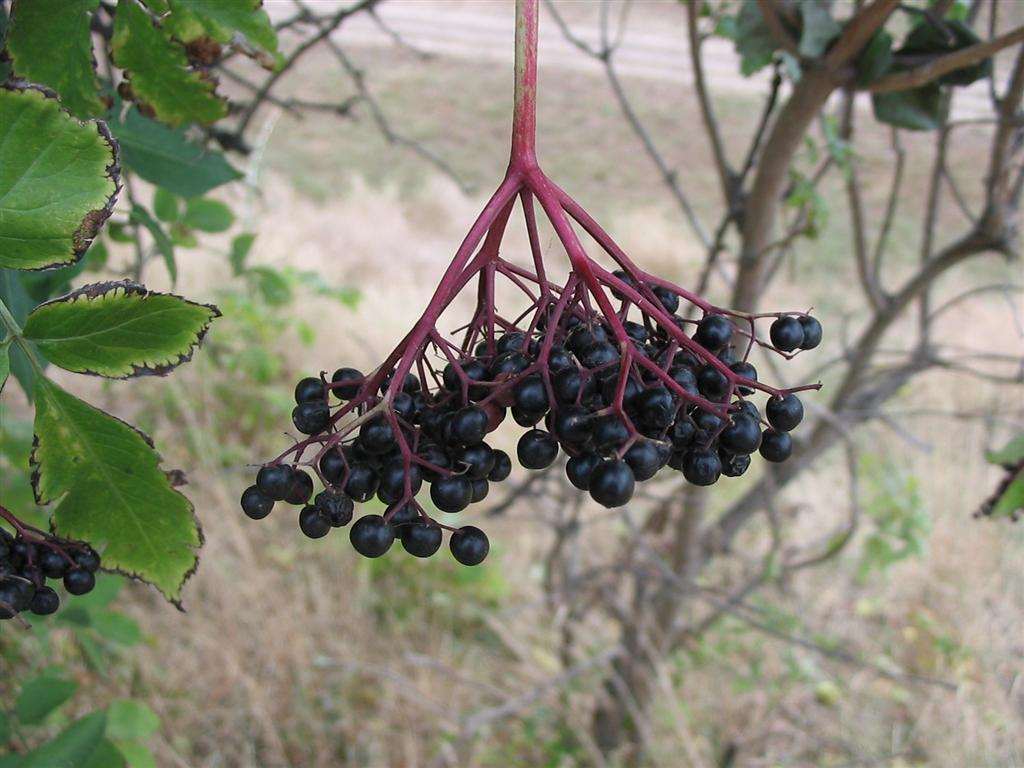
ثمار الخَمَان الأسود

تحتوي الأوراق على غلوكوسيدات سيانوجينية اما الازهار فتحتوي علي فلافوثيدات وأهم مركب فيها مركب الروتين وكذلك حمض الفيثوليك وتربينات ثلاثية وسيترولات وزيت طيار وحمص العفص. اما الثمار العنبية فتحتوي على فلافونيدات وانثوسيانينات وفيتامين ا، ج.